# Jorge Carlos Fonseca
Jorge Carlos de Almeida Fonseca (Mindelo, 20 de octubre de 1950) es un político y jurista caboverdiano, ex presidente de la República de Cabo Verde, candidato vencedor en las elecciones presidenciales de 2011, por el partido Movimiento para la Democracia (MpD) y reelegido en las elecciones presidenciales de 2016, otra vez apoyado por el mismo partido. Ejerció el cargo hasta 2021, tras ser sucedido por José Maria Neves.

## Biografía
Jorge Fonseca efectuó su formación académica primaria  secundaria en Praia y Mindelo, más tarde, su formación académica superior en Lisboa. Se licenció en derecho y maestro en Ciencias Jurídicas en la Facultad de Derecho de la Universidade de Lisboa. Fue director general de Migraciones de Cabo Verde entre 1975 y 1977 y secretario general del Ministerio de Negocios Extranjeros de Cabo Verde entre 1977 y 1979.
Fue profesor asistente graduado de la Faculdad de Derecho de la Universidad de Lisboa entre 1982 y 1990, profesor invitado de Derecho Penal en el Instituto de Medicina Legal de Lisboa en 1987 y director residente y profesor asociado invitado del Curso de Direcho y Administración Pública, en la Universidad de Asia Oriental, en Macao, entre 1989 y 1990. 
Entre 1991 y 1993 fue Ministro de Negocios Extranjeros en el primer Gobierno de la II República. Fue profesor auxiliar y presidente del consejo directivo del Instituto Superior de Ciencias Jurídicas y Sociales de Cabo Verde. Él también fue fundador y presidente del Consejo de Administración de la Fundación Direito e Justiça, fundador y director de la revista Direito e Cidadania, colaborador de la Revista Portuguesa de Ciência Criminal, y miembro del consejo editorial de la Revista de Economia e Direito, de la Universidad Autónoma de Lisboa.
Él es autor de varios libros de más de media centena de trabajos científicos y técnicos de dominio del derecho, y cuenta con dos libros de poesía publicados. Condecorado varias veces por el Estado de Cabo Verde, es también el titular del Estatuto de Combatente da Liberdade da Pátria.
Participó en la elaboración de la Constitución de Cabo Verde (1992) y como Jurisconsulto e Investigador, fue el autor de varios proyectos como los Proyectos de los nuevos Códigos Penal y de Proceso Penal, de la Ley de Ejecución de las Sanciones Criminales, del Proyecto de Ley de Apoyo a las Víctimas de Crímenes Violentos y de la Ley de Infracciones Fiscales Aduaneras. Dirigió y coordinó el Estudio sobre el Estado de la Justicia en Cabo Verde (2001).
Participó en los trabajos de elaboración de la Constitución de Timor-Leste como perito contratado por Naciones, entre 2001 y 2002.

## Presidente de la República de Cabo Verde
Fue candidato a Presidente de la República es las elecciones de 2001, compitiendo con Pedro Pires. Fue nuevamente candidato en las elecciones del 7 de agosto de 2011, apoyado por el MpD, venciendo con 38% de los votos y en el balotaje con el 54,16% contra el candidato apoyado por el Partido Africano de la Independencia de Cabo Verde (PAICV), Manuel Inocêncio Sousa, tornándose así en el 4.º presidente de la historia caboverdiana.